# Episodi di A cuore aperto (quarta stagione)
La quarta stagione della serie televisiva A cuore aperto, composta da 24 episodi, è stata trasmessa dal canale 
NBC dal 18 settembre 1985 al 7 maggio 1986.
| nº | Titolo originale           | Titolo italiano | Prima TV USA      | Prima TV Italia |
| -- | -------------------------- | --------------- | ----------------- | --------------- |
| 1  | Remembrance of Things Past |                 | 18 settembre 1985 |                 |
| 2  | Fathers and Sons           |                 | 25 settembre 1985 |                 |
| 3  | Haunted                    |                 | 23 ottobre 1985   |                 |
| 4  | The Naked and the Dead     |                 | 30 ottobre 1985   |                 |
| 5  | Slice O'Life               |                 | 6 novembre 1985   |                 |
| 6  | Lost and Found in Space    |                 | 13 novembre 1985  |                 |
| 7  | Close Encounters           |                 | 20 novembre 1985  |                 |
| 8  | Watch the Skies            |                 | 27 novembre 1985  |                 |
| 9  | Sanctuary                  |                 | 4 dicembre 1985   |                 |
| 10 | Loss of Power              |                 | 11 dicembre 1985  |                 |
| 11 | Santa Claus Is Dead        |                 | 18 dicembre 1985  |                 |
| 12 | The Boom Boom Womb         |                 | 8 gennaio 1986    |                 |
| 13 | Tp Tell the Truth          |                 | 15 gennaio 1986   |                 |
| 14 | Family Ties                |                 | 22 gennaio 1986   |                 |
| 15 | Family Feud                |                 | 29 gennaio 1986   |                 |
| 16 | Family Affair              |                 | 12 febbraio 1986  |                 |
| 17 | Time Heals (1)             |                 | 19 febbraio 1986  |                 |
| 18 | Time Heals (2)             |                 | 20 febbraio 1986  |                 |
| 19 | Out on a Limb              |                 | 26 febbraio 1986  |                 |
| 20 | Come Home, Oh Sapien       |                 | 5 marzo 1986      |                 |
| 21 | Cheek to Cheek             |                 | 12 marzo 1986     |                 |
| 22 | Black's Magic              |                 | 19 marzo 1986     |                 |
| 23 | The Equalizer              |                 | 30 aprile 1986    |                 |
| 24 | E.R.                       |                 | 7 maggio 1986     |                 |